# 甲川駅
甲川駅（カプチョンえき）は、大韓民国大田広域市西区月坪洞に位置する大田広域市都市鉄道公社1号線の駅である。駅番号は115。

## 歴史
- 2007年4月17日 - 1号線政府庁舎 - 盤石間延伸に伴い開業。

## 駅構造
相対式ホーム2面2線を有する地下駅。ホームドア完備。
のりば
| 上り | ●1号線 | 板岩方面 |
| 下り | ●1号線 | 盤石方面 |

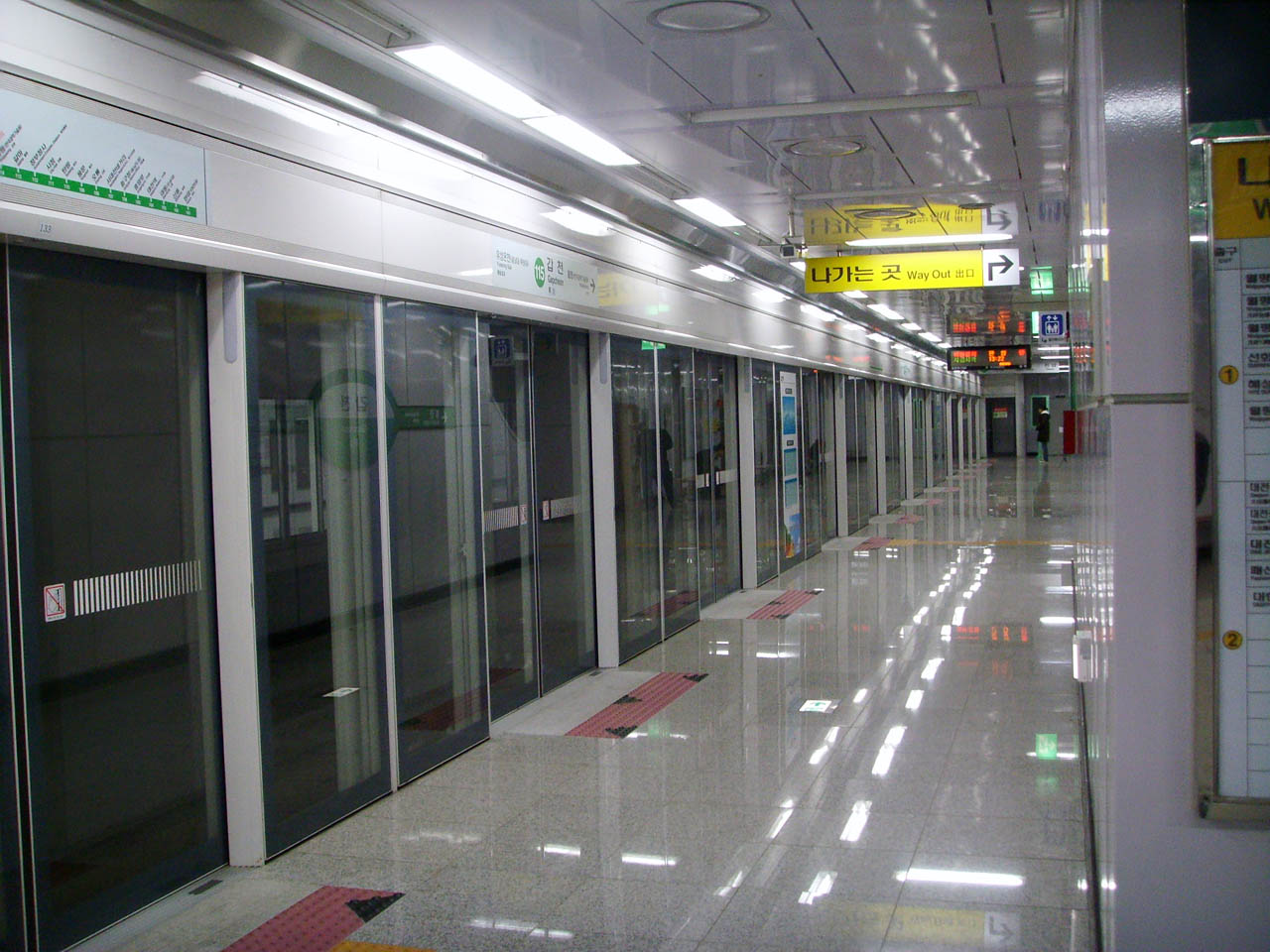
ホーム
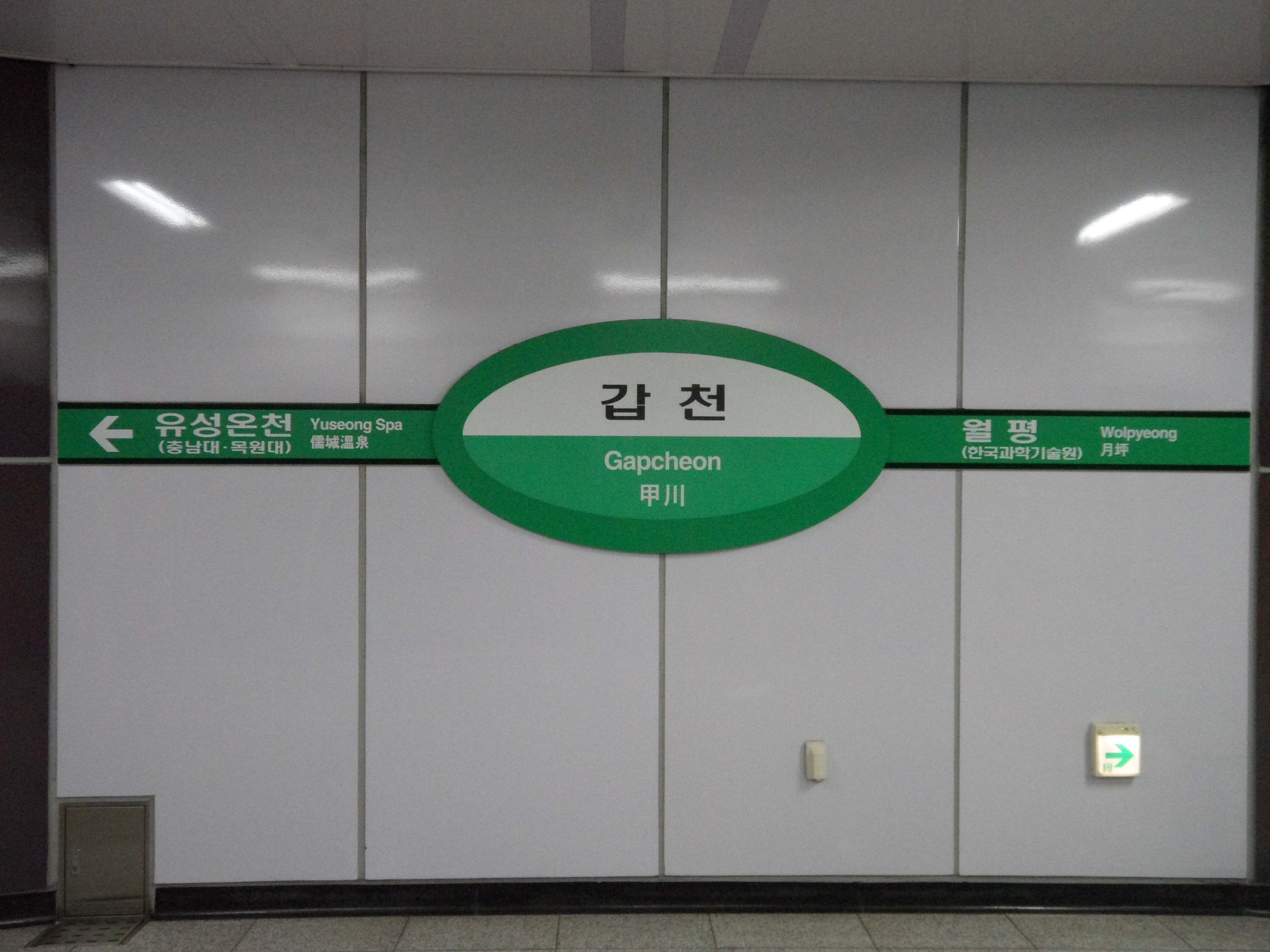
駅名標

## 駅周辺
- 甲川
- 月坪1洞行政福祉センター
- 大田広域市都市鉄道公社本社

## 利用状況
| 路線   | 乗車人員 | 乗車人員 | 乗車人員 |
| 路線   | 2007年   | 2008年   | 2009年   |
| ------ | -------- | -------- | -------- |
| ●1号線 | 776人    | 929人    | 1074人   |

## 隣の駅
大田広域市都市鉄道公社
●1号線
月坪駅 (114) - 甲川駅 (115) - 儒城温泉駅 (116)